# روابط ایران و جمهوری آذربایجان

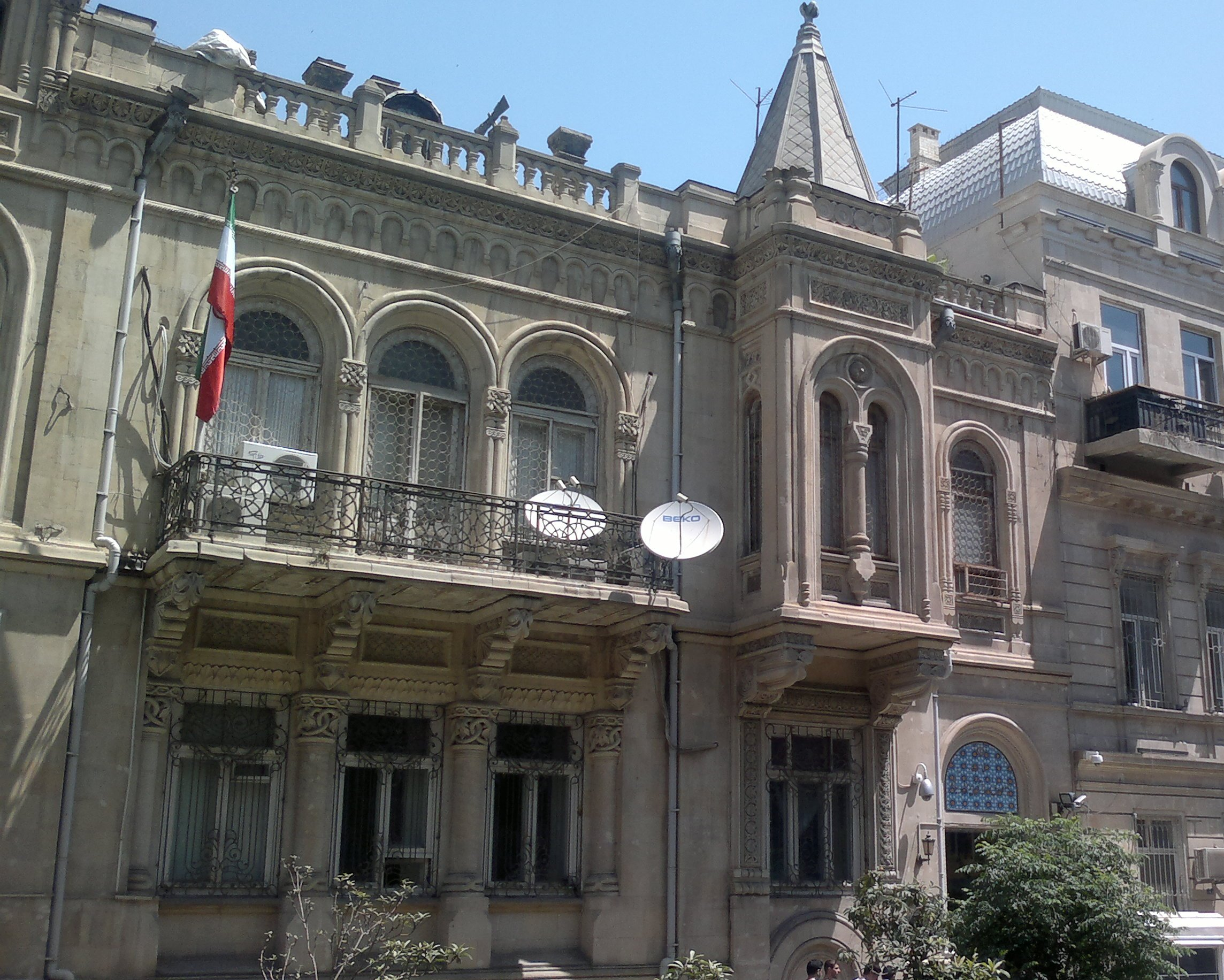
ساختمان سفارت ایران در باکو

روابط ایران و جمهوری آذربایجان به معنای روابط خارجی میان دو کشور ایران و جمهوری آذربایجان است. ایران دارای سفارت در شهر باکو و سرکنسول‌گری در شهر نخجوان است؛ جمهوری آذربایجان نیز دارای سفارت در شهر تهران و سرکنسولگری در شهر تبریز است. هر دو کشور عضو سازمان اکو (ECO) و سازمان همکاری اسلامی (OIC)  نیز هستند.
پیش از جنگ‌های ایران و روسیه در دوران قاجار، جمهوری آذربایجان و چند کشور دیگر این منطقه جزء خاک سرزمینی ممالک محروسه ایران محسوب می‌شدند؛ ولی در پی شکست‌ قاجار در این جنگ و تحمیل دو قرارداد گلستان و ترکمنچای (۱۵ سال بعد)، جمهوری آذربایجان و سرزمین‌های شمالی رود ارس از ایران جدا شدند؛ ولی در هیچ‌یک از این قراردادها صحبتی از تعیین رژیم حقوقی دریای خزر به میان نیامده بود. همین مسئله در سال‌های بعد از فروپاشی اتحاد جماهیر شوروی و تشکیل کشورهای تازه استقلال‌یافته از آن، موجب اختلاف عمیق بین برخی از این کشورها و آذربایجان شده‌است که این اختلاف تا امروز ادامه یافته‌است.
ایران و جمهوری آذربایجان از سال ۱۹۱۸ دارای روابط دیپلماتیک هستند. محمدرضا رحیمی اعلام کرده که قره‌باغ بخشی از جمهوری آذربایجان است و ایران هیچ‌وقت کوچکترین تجاوز و اشغال این منطقه را نخواهد پذیرفت. «ایران خواستار توقف فوری درگیری‌ها بین آذربایجان و ارمنستان شد» این عوامل در کنار نفوذ ایالات متحده آمریکا و روابط گسترده اسرائیل و جمهوری آذربایجان روابط دو کشور را تیره نموده‌است.
با روی کار آمدن دولت روحانی، زمینه برای بهبود روابط دوجانبه فراهم شد که این فرصت، مورد استقبال هردوطرف قرار گرفت و روابط، بهبود یافت.
همچنین در دوره سید ابراهیم رئیسی و در تاریخ هفتم آذرماه ۱۴۰۰ در حاشیه پانزدهمین نشست سران سازمان همکاری اقتصادی (اکو) ، قرارداد سه جانبه سوآپ گازی بین سه کشور ترکمنستان ، ایران و آذربایجان به امضاء رسید که گام مهمی در جهت تبادلات منطقه ای تلقی میشود.

## کمک‌های ایران به جمهوری آذربایجان
پس از فروپاشی شوروی ایران مجموعه گسترده‌ای از کمک‌ها را به جمهوری آذربایجان و نخجوان ارائه می‌کند. این کمک‌ها از سرمایه گذاری و توسعه زیرساخت‌ها تا ارائه کمک‌های انسان دوستانه به ده‌ها هزار نفر از خانواده‌های فقیر توسط کمیته امداد امام خمینی تا ارائه آموزش‌های نظامی توسط سپاه پاسداران به ارتش جمهوری آذربایجان را شامل می‌گردد. ایران همزمان برای آتش‌بس بین ارمنستان و جمهوری آذربایجان و خاتمه درگیری بین طرفین تلاش کرد که به امضای قرار داد آتش‌بس بین طرفین در سال ۱۳۷۱ انجامید. اما دولت آذربایجان پس از دریافت کمک‌های ایران موضع خصمانه ای در برابر ایران گرفته و حتی با گسترش روابط نظامی و اطلاعاتی با اسرائیل در اقدامات اسرائیل علیه ایران شراکت کرد.
اکبر هاشمی رفسنجانی رئیس جمهور وقت  ایران در خاطرات خود پیرامون نقش ایران برای جلوگیری از تنش و خونریزی بین اتباع آذربایجان و ارمنستان در جریان جنگ سال ۱۳۷۲ و تهدید رئیس جمهوری ارمنستان برای توقف پیشروی در خاک آذربایجان در جریان جنگ   در اکتبر ۱۹۹۳.م / آبان ۱۳۷۲ به باکو سفر کرد و طی سه روز (۴، ۵ و ۷ آبان) دیدارهای خصوصی و مکرری با حیدر علی‌اف داشت. در این سفر رئیس جمهور وقت آذربایجان از ایران درخواست ورود عملی به جنگ را کرد. هاشمی رفسنجانی در خاطرات خود به این موضوع پرداخته و می نویسد: «... تقریبا همه‌جا در حرکت‌ها و بازدیدها، رئیس‌جمهور [حیدر علی‌اف] همراه من بود، یکی از حرف‌های مهم و تکراری‌اش این بود که ایران از این فرصت جنگ با ارامنه استفاده کند و حضور خودش را در آذربایجان بالا ببرد و گاهی تعبیر می‌کرد که این‌جا از آنِ ایران بوده و حالا هم بیایید دفاع کنید و اداره کنید. در نخجوان هم که بود، شبیه این حرف‌ها را می‌زد و تحلیل می‌کرد که اگر شما آذربایجان را تحت قدرت خود بگیرید، حاکمیت روسیه در کل قفقاز متزلزل می‌شود ...».  هاشمی در خاطرات ۸ آبان [۱۳۷۲] می‌نویسد: «بعد از نماز مغرب، شورای عالی امنیت ملی جلسه داشت. درباره درخواست‌ کمک نظامی از سوی جمهوری آذربایجان مذاکره شد. در مورد کمک‌های آموزشی، تسلیحاتی و سیاسی موافقت شد اما درمورد همکاری عملی در دفاع مخالفت شد». 
حیدر علی اف در  ژوئن ۱۹۹۴.م / تیر ۱۳۷۳ هم در این رابطه به ایران سفر کرد که هاشمی درباره درخواست های وی نیز مطالبی نوشته است. 
هاشمی می‌نویسد:
برای مذاکره خصوصی به مقر ریاست جمهوری رفتیم. ساختمان مجللی است. دکتر ولایتی و آقای حسن اف هم بودند و سفیرمان مترجم بود. به محض نشستن تلفن زنگ زد و صحبت کرد. معلوم شد که مربوط به جنگ است. آقای علی اف گفت؛ خبر می‌دهند ارس، طرف منطقه زنگیلان، زیر آتش انبوه ارامنه است و مردم برای فرار به ایران از رود ارس می‌گذرند و تلفات می‌دهند. عاجزانه استمداد کرد. احتمال می‌دادیم که مقداری هم جوسازی و مقدمه برای مطلب اصلی مذاکرات خصوصی است ولی خالی از حقیقت هم نیست. نقشه آوردند و توضیح دادند. معلوم شد که اگر زنگیلان سقوط کند از مرز ارمنستان تا نزدیک پارس‌آباد، ارامنه به مرز ما در شمال می‌چسبند. پیشنهاد مشخص با اصرار این است که ما در جنگ به نفع آنها شرکت کنیم. .... گفتم تصمیم بسیار بزرگی است و آثار فراوان منطقه و جهانی دارد و باید عواقب آن در هر جهت بررسی شود و باید در تهران بررسی کنیم و جواب بدهیم؛ ولی کار فوری این است که تلاش کنیم فعلاً آتش‌بس قرار شود و شما باید مقاومت کنید که زنگیلان از دست نرود. برای این منظور دکتر ولایتی در همان جلسه با معاون وزیر امورخارجه ارمنستان تماس گرفت و پیام مرا برای رئیس‌جمهور ارمنستان منتقل کرد که گفتم در تلفن قبلی مان قرار شد ارامنه از حدود فعلی دیگر پیشرفت نکنند و عملیات چند روز اخیر نقض آن قرار است و با لحنی آرام نوعی تهدید نمودیم. اجازه خواست که رئیس‌جمهور ارمنستان با شخص من تلفنی صحبت کند. موافقت نمودم…
سید حسن عاملی امام جمعه اردبیل در سال ۱۳۹۰ بخش‌هایی از کمک‌های نظامی و غیرنظامی ایران به آذربایجان را افشا کرد. یک مقام نظامی ایران در گفتگو با شبکه سحر در این باره توضیح داد:
«وقتی حیدر علی اف دید که آموزش دیدگان در جنگ قره باغ نه تنها تعلیم نظامی دیده‌اند، بلکه به لحاظ عقیدتی هم تحت تأثیر فرماندهان سپاه پاسداران انقلاب اسلامی قرار گرفته‌اند و مبارزان آذری نیز به نماز خواندن روی آورده‌اند و محاسن می‌گذارند، ایرانیان را اخراج کرد… بارها حیدرعلی اف به دولت ایران پیغام داد که نانوایی‌های جمهوری آذربایجان بدون آرد مانده‌اند و دولت ایران نیز بلافاصله کامیون – کامیون آرد فرستاد و باکو حتی بعدها که با ارمنستان قرارداد آتش‌بس امضا کرد و با وجود درآمدهای نفتی هیچ‌گاه بهای آن را پرداخت نکرد… آموزش و انتقال مجاهدین افغان تحت امر گلبدین حکمتیار برای کمک به جمهوری آذربایجان در جنگ قره باغ نیز از دیگر کمکهای ایران به این کشور همسایه و برادر بود.»
کمک‌های ایران به جمهوری آذربایجان پس از جنگ نیز ادامه یافت از جمله در سال ۱۳۹۴ ایران از ارایه تخفیف ۴۰ درصدی برای حمل کالاهای ترانزیتی نخجوان به بندرهای جنوبی ایران خبر داد.
ایران در سال ۱۳۸۴ نیز ۱ میلیون دلار برای ساخت پل در نخجوان کمک ارایه کرد.

### حذف سهم ایران از کنسرسیوم شرکت بین‌المللی بهره‌برداری نفت آذربایجان
شرکت بهره برداری بین المللی آذربایجان کنسرسیومی متشکل از چندین شرکت نفت خارجی با شرکت نفت آذربایجان است که برای سرمایه گذاری و بهره‌برداری از نفت میدان آذری-چراغ-گونشلی و سایر منابع نفتی آذربایجان در دریای خزر تأسیس گردید، در ابتدا با توجه به حمایت‌های گسترده سیاسی و نظامی ایران از جمهوری آذربایجان مقرر شد تا ایران به میزان ۱۰٪ در این کنسرسیوم مشارکت کند اما در ادامه این سهم به ۵٪ کاهش یافت و نهایتاً همان هم توسط دولت جمهوری آذربایجان به‌جای ایران به ترکیه داده شد.
ایران در ۴ پروژه دیگر نفتی در جمهوری آذربایجان نیز دارای مشارکت و سهم بود.

## سرکوب شیعیان
حکومت جمهوری آذربایجان حجاب را در مدارس جمهوری آذربایجان ممنوع اعلام کرد و در پی اعتراضات الهام علی اف، رهبر حزب اسلام جمهوری آذربایجان و از روحانیون شیعه آن کشور را به ۲ سال حبس محکوم کرد. اعتراضات منطقه نارداران که مذهبی‌ترین منطقه در جمهوری آذربایجان و مدفن بی‌بی‌رحیمه نیز سرکوب شد. مراسمات عزاداری محرم در جمهوری آذربایجان نیز با برخورد دولت آن کشور مواجه گردیده‌است.گفته شده است که دولت جمهوری آذربایجان برخی مساجد و حسینیه ها را به بهانه ساخت و ساز غیر قانونی تخریب کرده است.

## همکاری سیاسی نظامی با اسرائیل علیه ایران
خبرگزاری اسوشیتدپرس، و ساندی تایمز در سال ۱۳۹۱ نوشتند که اسراییل پهپادهای ایتان را در خاک جمهوری آذربایجان مستقر کرده است تا برای هدف قرار دادن موشک‌های ایران از آن استفاده کند. آذربایجان از معدود دولت‌های اسلامی است که اسرئیل را به رسمیت شناخته‌است. این کشور همچنین از تأمین کنندگان نفت اسرائیل به‌شمار می‌رود. همکاری امنیتی با اسراییل در سال ۱۹۹۵ با سفری عیاتی امنیتی از اسرائیل به باکو آغاز شد و با سفر رئیس‌جمهور اسرائیل به آذربایجان توسعه یافت. مجله فارین پولیسی نوشت که: اسرائیل یکی از پایگاه‌های هوایی جمهوری آذربایجان را برای حمله به تأسیسات هسته ای ایران خریداری کرده‌است و در سایر پایگاه‌های آن کشور نیرو و هواپیما مستقر کرده‌است. جمهوری آذربایجان از مشتریان تسلیحات اسرائیلی نیز هست و میلیاردها دلار اسلحه از اسرائیل خریداری کرده‌است.
یک کارشناس نظامی آمریکایی به شبکه افق گقت: «اسرائیل میلیاردها دلار برای مقابله با نیروی هوایی ایران هزینه کرده‌است. برای این کار اسرائیل میلیاردها دلار توافقنامه تجاری با ترکیه داشته‌است تا بتواند این هواپیماها را به آذربایجان منتقل کند. اسرائیل ۵ هواپیما را به ترکیه فرستاده و خلبانان آن در ترکیه آموزش دیده‌اند و در نهایت در آذربایجان مستقر شده‌اند و افزون بر این مهمات این هواپیماها تأمین شده‌است تا بتوانند در برابر نیروی هوایی ایران بایستند. علاوه بر این در سال ۲۰۱۱ یک کشتی نظامی اسرائیلی هم در بندرهای آذربایجان حضور پیدا کرد تا تجهیزات نظامی را به آذربایجان منتقل کند. جنگنده‌های اف ۱۵ و اف ۱۶ اسرائیلی در آذربایجان مستقر شدند و در این مسیر همراهی دولت آلمان را با خود داشته‌اند. آذربایجان در راستای این سیاست اسرائیل می‌تواند نقش مهمی را ایفا کند و می‌تواند محل عبور لوله‌های نفتی باشد که نفت و گاز را از دریای خزر به منطقه برساند چون آذربایجان در مسیر این خط لوله قرار دارد. آمریکا صادرات نفت عراق را کنترل و سرقت می‌کنند. آنها امکان سرقت بخشی از آن را نیز دارند و سال گذشته ۱ تریلیون دلار نفت توسط آمریکایی‌ها از منطقه خارج و در بندر سیحان بارگیری شد. واقعیت این است که آذربایجان به تسخیر اسرائیل درآمده است. اگر به معاملات تسلیحاتی و میزان نفتی که از آذربایجان به اسرائیل منتقل می‌شود نگاه کنیم این موضوع را می‌شود لمس کرد. تقریباً ۶۰ الی ۷۰ درصد نفت آذربایجان به اسرائیل صادر می‌شود و دولت آذربایجان نگران قطع شدن این صادرات نفت است. آذربایجان حداقل ۶ میلیارد دلار تسلیحات از اسرائیل خریداری کرده‌است که برای بحران قره باغ کاربرد نداشته‌است و حتی مستشاران اسرائیلی اجازه استفاده از این تجهیزات و به خصوص پهپادها علیه ارامنه را نداده‌اند تا جایی که این موضوع به رسانه‌ها هم کشید و دولت آذربایجان از اسرائیل شکایت هم کرد اما در حقیقت این تسلیحات در آذربایجان برای استفاده علیه ایران انبار شده‌است.»

### همکاری مشترک امنیتی با اسراییل علیه ایران

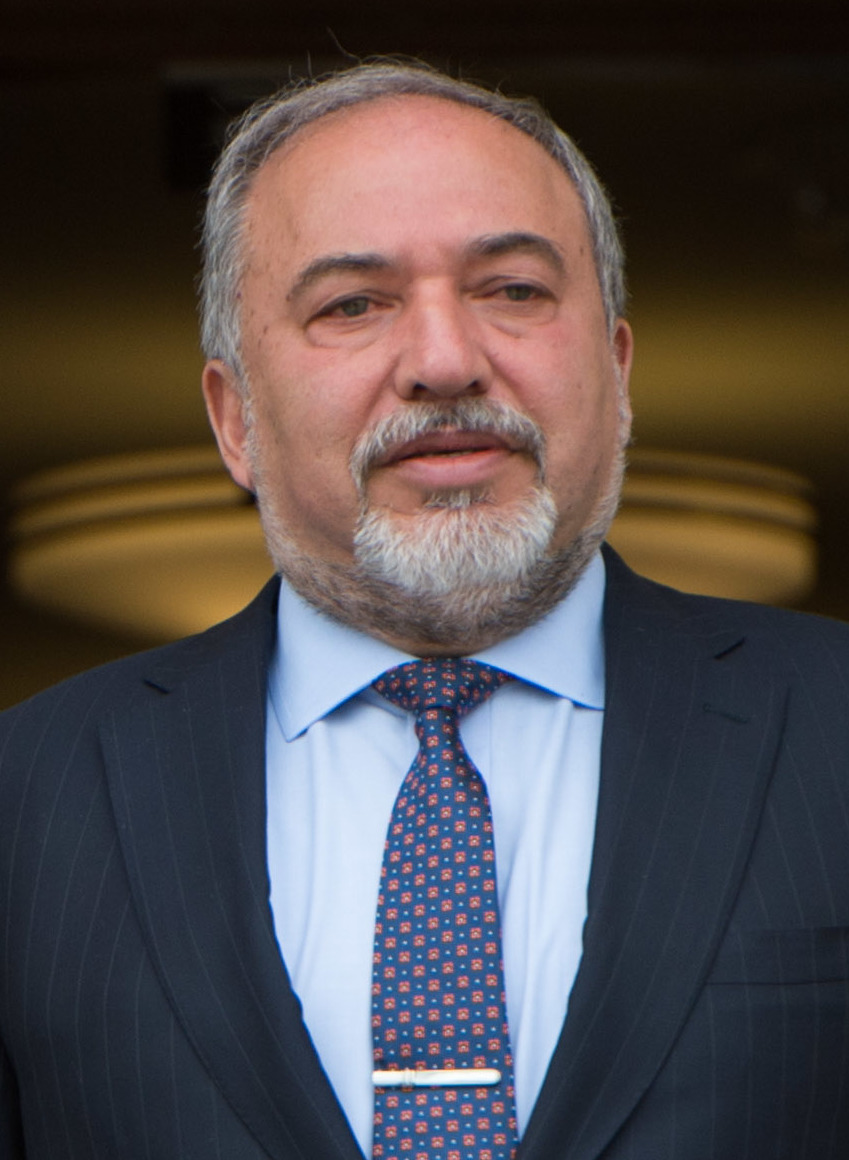
آویگدور لیبرمن، وزیر خارجه وقت اسرائیل در سال ۲۰۱۲ : جمهوری آذربایجان برای اسرائیل از فرانسه مهمّ‌تر است.

روابط اسرائیل با جمهوری آذربایجان در راستای دکترین پیرامون که از قدیمی ترین اصول سیاست خارجی اسرئیل است توضیح داده می شود. اسرائیل سعی می کند در پیرامون مخالفانش دوستان و پایگاههایی را ایجاد کند.
اسرائیل بنا به گزارش برخی منابع در طول ساحل دریای خزر در جمهوری آذربایجان دستگاههای استراق سمع علیه ایران نصب کرده است. همچنین بزرگترین اپراتور تلفن همراه جمهوری آذربایجان باکسل نیز اسرائیلی است و به توانایی اسرائیل در ضربه زدن به ایران می افزاید. اسرائیل تامین کننده 12 کشتی نیروی دریایی جمهوری آذربایجان دریای خزر بوده است.
مجید جمالی فشی عامل ترور مسعود علی‌محمدی اولین دانشمند هسته ای ایران که توسط اسرائیل ترور شد توسط سفارت اسرائیل در باکو جذب شده و اسرائیلی‌ها وی را بدون آنکه در پاسپورتش مهر بخور از فرودگاه باکو به اسرائیل منتقل کردند.
در استراتژی اسرائیل قدرت و نفوذ اقتصادی و علمی مقدمه قدرت و نفوذ نظامی به شمار می رود. بدین جهت اسرائیل روابط گسترده اقتصادی نیز با جمهوری آذربایجان بنا کرده است.جمهوری آذربایجان دومین بازار تسلیحات صادراتی اسرائیل و دومین تامین کننده نفت اسرائیل پس از روسیه است که نیمی از نفت اسرائیل را تامین می کند.
اشپیگل آنلاین در مقاله ای می نویسد که باکو کانون جاسوسان جهان و اسرائیل است و این شهر به‌دلیل همسایگی با ایران برای اسرائیل اهمیت دو چندان دارد. در سال 1398 اسرائیل و جمهوری آذربایجان برای ایجاد یک سیستم اطلاعاتی ملی توافقنامه ای امضا کردند.
اسرائیل امیدوار است که از کانال جمهوری آذربایجان ضمن ضربه زدن به ایران بر روی آذری زبانان ایران نیز اثر بگذارد.اوران لرمن، نائب رئیس پیشین شورای عالی امنیّت اسرائیل که اکنون عضو موسسه راهبرد و امنیت اورشلیم است در این باره می گوید :«ما با یک چالش بزرگ از سوی ایران مواجه هستیم و در این میان آذربایجان برای ما[اسرائیل] مهمّ است. ما با ارمنستان نزاعی نداریم، ولی آذربایجان از اهمّیت بسیار بالای راهبردی برای اسرائیل داراست. اوّلین اهمیت آن، جایی است که آذربایجان قرار دارد و دیگر اینکه حدود ۲۵ درصد مردم ایران آذری هستند.» در سندی متعلق به راب گاوریک، رایزن اقتصادی / سیاسی سفارت آمریکا در باکو در سال ۲۰۰۹ که ویکی‌لیکس آن را افشاء کرد، منافع اسرائیل در آذربایجان به اختصار آمده است: «رابطه اسرائیل با آذربایجان قویاً بر پایه مصلحت‌گرایی و درک دقیق اولویت‌ها است. هدف اصلی اسرائیل این است که آذربایجان را به عنوان متحّدی علیه ایران به خدمت درآورد و[آن را] به سکّویی جهت رصد [جمهوری اسلامی] و بازاری برای جنگ‌افزارهای نظامی خود تبدیل کند.»
روزنامه تایمز به نقل از یک مقام امنیتی اسرائیلی نوشته است که نیروهای امنیتی جمهوری آذربایجان در مقابله با یکی از عملیات های حزب‌الله لبنان اسرائیل را یاری کرده اند.و تعدادی از کارشناسان امنیتی اسرائیل برای جاسوسی از ایران در خاک جمهوری آذربایجان مستقر هستند.
به گزارش نشنال اینترست اسرائیلی‌ها نه تنها در جنگ آذربایجان علیه ارمنستان در سال ۲۰۲۰ به این کشور کمک کردند، بلکه باکو نیز در پاسخ به درخواست آنها اجازه داد تا بسیاری از حملات پهپادی علیه پدافند موشکی و هوایی ایران در آغاز جنگ ۱۲ روزه بین اسرائیل و ایران در سال ۲۰۲۵ را انجام دهند.

## مناقشات سیاسی دوجانبه

### رژیم حقوقی دریای خزر
با وجود دو دهه از تأسیس کشور جمهوری آذربایجان، مرزبندی دریای دو کشور هنوز مشخص نشده‌است. وجود میدان‌های‌نفتی و گازی متعدد در این منطقه موجب اختلاف نظر دو کشور بر سر تعیین خط مرزی شده‌است. ایران اعلام کرده با توجه به وجود ۵ کشور ساحلی در اطراف دریای خزر، ایران دارای سهمی حداقل ۲۰ درصدی از این دریا می‌باشد؛ ولی دو کشور جمهوری آذربایجان و ترکمنستان سهم ایران را کمتر ادعا می‌کنند و معقدند سهم ایران تنها جنوب خط فرضی واصل بین بندر آستارا و بندر حسینقلی خان (۱۳ درصد) می‌باشد.
ایران در سال‌های اخیر توان نظامی خود را در جهت حفظ منافع ۲۰ درصدی خود در دریای خزر افزایش داده‌است که موجب ناامیدی دولت‌های همسایه از به سرانجام رسیدن مذاکرات رژیم حقوقی دریای خزر بر طبق قراردادهای منعقده ایران با اتحاد جماهیر شوروی در سال‌های ۱۹۲۱ و ۱۹۴۰ شده‌است.

### آلودگی دریای خزر
جمهوری آذربایجان تنها کشور حاشیه دریای خزر است که پروتکل الحاقی به کنوانسیون دریای خزر را امضا نکرده و همچنین آلوده‌کننده‌ترین کشور حاشیه این دریا است. آلودگی‌های نفتی ناشی از برداشت نفت آذربایجان از دریای خزر، سلامت ۸ میلیون ایرانی ساحل‌نشین را به خطر می‌اندازد که موجب تنش بین دو کشور شده‌است. ایران می‌بایست سالانه هزینه هنگفتی صرف پاکسازی آب‌های ساحلی خود از آلودگی‌های نفتی چاه‌های نفتی جمهوری آذربایجان نماید که جریان آب دریای خزر به این سو می‌آورد. به همین دلیل سازمان محیط زیست ایران از وزارت امور خارجه درخواست کرده شکایتی از جمهوری آذربایجان در مجامع بین‌المللی تدوین کند که به موجب آن آذربایجان جریمه نقدی شود.

### کشته شدن مرزبانان دو کشور
در ۱۲ تیر ۱۳۹۰ به دنبال تلاش گروهی مسلح برای نفوذ به خاک جمهوری آذربایجان در مرز یاردیملی و درگیری با گارد مرزبانی این کشور، روفت قلی‌اف ستوان جمهوری آذربایجان کشته شد. در تاریخ ۲۸ مهر ۱۳۹۰ یکی از مرزبانان جمهوری اسلامی ایران در پاسگاه دیده‌بانی فیروزآباد شهرستان پارس‌آباد استان اردبیل که به‌طور اشتباهی وارد خاک جمهوری آذربایجان شده بود، توسط نیروهای مرزبانی این کشور کشته شد. و وزارت امور خارجه ایران با احضار سفیر جمهوری آذربایجان، نسبت به اقدام مرزبانان آن کشور در تیراندازی و کشتن یک سرباز مرزبانی ایران اعتراض کرده و این اقدام را خلاف مقررات بین‌المللی، توافقات دوجانبه و اصول حسن همجواری دانسته و خواستار مجازات عاملان این اقدام شده‌ بود.

### نزدیکی جمهوری آذربایجان و اسرائیل
نزدیکی روابط اقتصادی جمهوری آذربایجان و اسرائیل در سال‌های آغازین سده ۲۰ میلادی، به یکی از مهم‌ترین چالش‌های بین دو کشور تبدیل شده‌است. ایران حضور اسرائیل در آذربایجان را تهدیدی برای خود می‌داند، درحالی‌که جمهوری آذربایجان اعلام کرده هیچ خطری برای امنیت ایران ایجاد نمی‌کند. تلاش موساد برای احداث یک دفتر در باکو و خرید تسلیحات صنایع هوایی از جمله خرید سامانه‌های موشکی و پهپاد از اسرائیل، خشم حکومت ایران را برانگیخته است و موجب احضار چندین مرتبه‌ای سفیر آذربایجان در تهران (جوانشیر آخوندوف)، به وزارت امور خارجه ایران شده‌است.
در خلال سفر ذاکر حسن‌اف، وزیر دفاع جمهوری آذربایجان به ایران در آوریل ۲۰۱۴ (میلادی)، وی در کنفرانس مطبوعاتی مشترک با حسین دهقان، تأکید کرد که جمهوری آذربایجان خاک کشورش را در اختیار هیچ کشوری (من‌جمله اسرائیل) برای ایجاد پایگاه نظامی یا حمله به کشورهای همسایه، قرار نخواهد داد.

### عدم اجازه ورود نماینده رهبر ایران به جمهوری آذربایجان
در روز ۸ خرداد ۱۳۹۱ مسئولان فرودگاه باکو از ورود محمدهادی فرید جلوگیری کردند. آنان بدون ذکر دلیل گفته‌اند که این روحانی در حال حاضر اجازهٔ ورود به جمهوری آذربایجان را ندارد و باید به ایران برگردد.
سفارت ایران در باکو نیز در بیانیه‌ای این خبر را تأیید کرد. در این بیانیه آمده‌است: «ما با تاسف اعلام می‌کنیم که روز دوشنبه از ورود رئیس ادارهٔ فرهنگی دفتر رهبر معظم انقلاب به جمهوری آذربایجان ممانعت به عمل آمده‌است و ایشان از فرودگاه بین‌المللی باکو به کشور برگردانده شده‌اند.»

### بازداشت اتباع آذربایجان در ایران
در تاریخ ۱۴ تیر ۱۳۹۱ خبر بازداشت دو تبعه آذربایجانی در استان آذربایجان شرقی ایران منتشر شد. وزارت اطلاعات ایران جرم این دو نفر را جاسوسی از مراکز حساس و همچنین تلاش برای تفرقه‌افکنی قومی بیان کرده‌است.
المان عبدالله‌اف، سخنگوی وزارت امور خارجه آذربایجان، از اعتراض این کشور به دستگیری فرید حسین و شهریار حاجی‌زاده، دو تبعه جمهوری آذربایجان، در ایران خبر داد؛ و افزود که تلاش‌های آذربایجان برای بازگرداندن اتباع خود بی‌نتیجه مانده‌است. وی افزود: «دولت ایران هنوز از دادن هرگونه اطلاعاتی دربارهٔ وضعیت و سرنوشت آنها خودداری می‌کند.»

### بازداشت اتباع ایران در آذربایجان
در مهر ۱۳۹۲ دادگاهی در آذربایجان یک ایرانی به نام بهرام فیضی را به ۱۵ سال زندان محکوم کرد. فیضی از مارس ۲۰۱۳ توسط نیروهای امنیتی آذربایجانی دستگیر شده بوده و اتهام وی جاسوسی، حمل موادمخدر و عضویت در سرویس مخفی ایران عنوان شد.
در روز ۹ آبان ۱۳۹۲ یک شهروند ایرانی به نام حسن فرجی که در حال عبور از مقابل سفارت اسرائیل در باکو بوده، به اتهام ترور یک دیپلمات اسرائیلی توسط نیروهای امنیتی دستگیر و به زندان بینه‌قدی باکو منتقل می‌شود. وی موفق شده از داخل زندان با خانواده خود تماس برقرار کند و خبر شکنجه‌شدن خودش توسط نیروهای دولتی و مجبور کردن وی به انجام اعترافات دروغین را به اطلاع آنان برساند. محسن پاک‌آیین، سفیر ایران در جمهوری آذربایجان در واکنش به این اقدام اعلام داشت از طریق نشریات محلی از وقوع این دستگیری مطلع شده‌است و بلافاصله از طریق درخواستی رسمی خواستار مجوز دسترسی کنسولی به حسن فرجی شده‌است که با عدم پاسخ مقامات آذربایجانی مواجه شده‌است که این امر موجب تشکیک بیشتر مبنی بر شکنجه وی می‌شود.

## مناقشات فرهنگی دوجانبه

### ثبت جهانی جنگل هیرکانی
در ۲۱ تیر ۱۳۸۵ جمهوری آذربایجان درخواستی را مبنی بر ثبت جهانی جنگل کاسپینی-هیرکانی به یونسکو ارائه کرد. با بررسی کارشناسان این سازمان اعلام شد به دلیل اینکه سهم جمهوری آذربایجان تنها ۲۰ هزار هکتار در مقابل سهم ۲ میلیون هکتاری ایران از این جنگل متعلق به دوره ژوراسیک می‌باشد، ثبت جهانی این اثر به تنهایی به نام آذربایجان ممکن نیست. پس از آن مقامات فرهنگی ایران پیشنهادی را به آذربایجان ارائه دادند مبنی بر ثبت مشترک این اثر طبیعی. تاکنون این امر به دلیل اختلافات دو طرف میسر نشده‌است. از جمله موارد اختلافی این است که علی‌رغم قوانین یونسکو مبنی بر ثبت اسامی کشورهای دارای آثار تاریخی و طبیعی مشترک به ترتیب حروف الفبا در اسناد مکتوب خود، ایران مخالف ثبت نام آذربایجان پیش از نام ایران در سند این اثر است؛ با این استدلال که سهم اندک آذربایجان از این جنگل نمی‌تواند قابل قیاس در مقایسه با سهم ایران باشد که بتوان صرفاً بر اساس حروف الفبا چیدمان متن سند را مشخص کرد.بنا بر اعلام دبیرکل کنونی کمیسیون ملی یونسکو در ایران: در چهل و سومین اجلاس کمیته میراث جهانی یونسکو در باکو پایتخت جمهوری آذربایجان، جنگل‌های هیرکانی که از آستارا در شمال استان گیلان تا گلیداغ در خاور استان گلستان کشیده شده‌است، با نظر موافق اعضای کمیته در ۱۴ تیر ۱۳۹۸ در فهرست میراث جهانی قرار گرفت. به گفته همین منبع، این بیست و چهارمین مورد از میراث تاریخی و طبیعی ایران است که در فهرست یونسکو جای می‌گیرد.

### ثبت جهانی تار
در هفتمین اجلاس کمیته میراث معنوی جهان که در تاریخ ۳ تا ۷ دسامبر ۲۰۱۲ (۱۳ تا ۱۷ آذر ۱۳۹۲) در پاریس برگزار شد، جمهوری آذربایجان توانست ساز تار را به نام خود در زمره میراث فرهنگی جهان به ثبت برساند. این اقدام موجب اعتراض مردم و نهادهای فرهنگی غیردولتی ایران واقع شد که مسئولان مربوط را به بی‌کفایتی و ناتوانی متهم می‌کردند.

### یوروویژن ۲۰۱۲
بحران روابط میان جمهوری آذربایجان و ایران با برگزاری مسابقهٔ آوازخوانی یوروویژن ۲۰۱۲ در باکو و موضع‌گیری تند ایران علیه آن، که به زعم برخی مقامات جمهوری اسلامی، «برگزاری رژهٔ همجنس‌گرایان» نامیده شده بود، تشدید یافت. علی حسن‌اف، رئیس بخش اجتماعی - سیاسی نهاد ریاست جمهوری آذربایجان، روز ۱۱ خرداد ۱۳۹۱ گفت: «روحانیان ایران قصد دارند به زور برچسب همجنس‌گرایی را بر ما بچسبانند. آذربایجان در مقابل آنها مقاومت می‌کند.»

### ثبت جهانی چوگان
جمهوری آذربایجان نتوانست ورزش چوگان را به نام خودش به ثبت رساند و فقط نوعی چوگان موسوم به چوگان قفقازی به نام این کشور به ثبت رسید؛ و با تلاش‌های ایران برای احقاق حق خود سرانجام چوگان به نام ایران به ثبت رسید.

### ثبت جهانیموسیقی عاشیقلار
جمهوری آذربایجان موسیقی عاشیقلار را با استناد به ریشه تاریخی آن در فرهنگ ترکی آناتولی و آذربایجان و عقاید شمنی ترکان باستانی، در یونسکو به نام خود ثبت نمود در حالی که سایت خبری عصرایران تاریخ پیدایش این نوع موسیقی را زمان شاه اسماعیل صفوی و در ایران می‌داند.

### ثبت جهانی نمادبزکوهی
نماد بزکوهی توسط دولت جمهوری آذربایجان به عنوان نماد آن کشور به یونسکو ارائه شده‌است در حالی که این نماد در ایران قدمت ۴۰ هزار ساله دارد.

### ثبت جهانییلدا
جمهوری آذربایجان در پی آن است تا یلدا که یکی از آئین‌های باستانی و ملی ایران با قدمتی ۸ هزار ساله است را با نام خود ثبت کند.

### ثبت جهانیموسیقی بخشی‌های خراسان شمالی
به دلیل اینکه خوانندگان موسیقی بخشی‌های خراسان شمالی به زبان ترکی تکلم می‌کنند کشور جمهوری آذربایجان قصد ثبت موسیقی مقامی خراسان را داشت؛ که در پی دریافت نامه‌ای از یونسکو، ایران مدارک مورد نیاز را آماده کرد و آن را به ثبت رساند.

## تجارت
در حال حاضر سایت گروه صنعتی ایران خودرو در جمهوری آذربایجان فعال است. صادرات خودرو به صورت SKD (اس. کی. دی یا قطعات نیمه‌کامل) به جمهوری آذربایجان انجام می‌شود که شامل خودروهای سمند و دنا است.

## نگارخانه

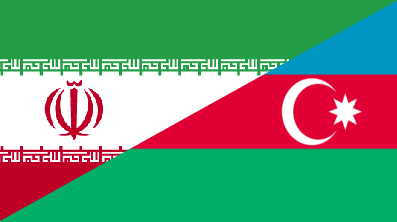
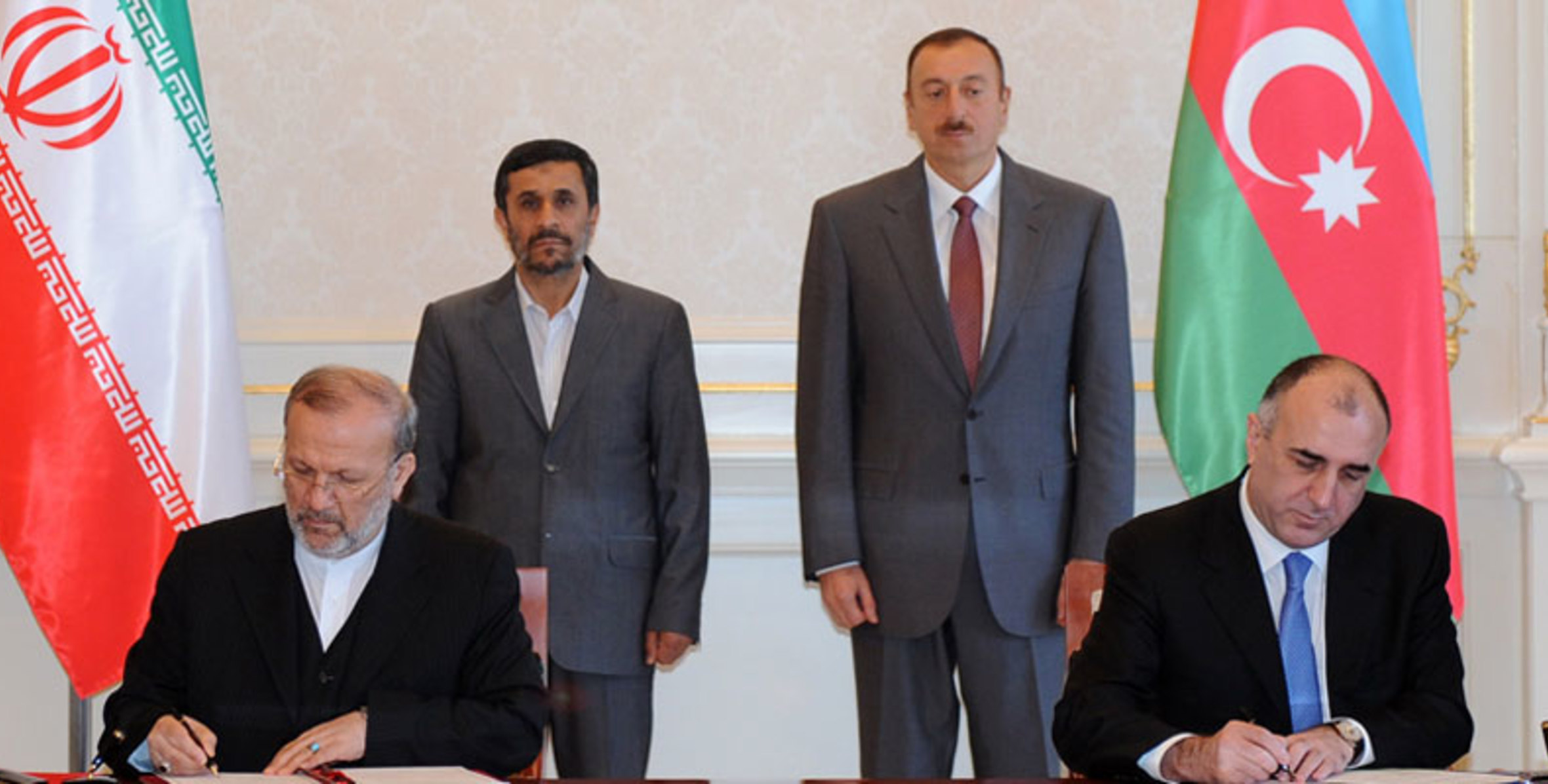
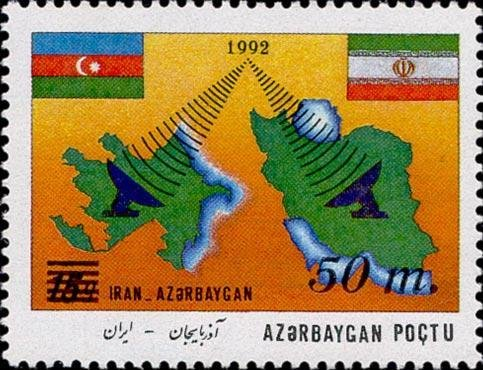
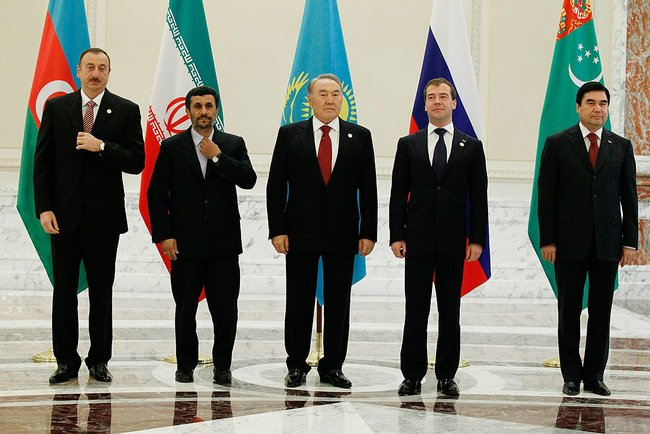
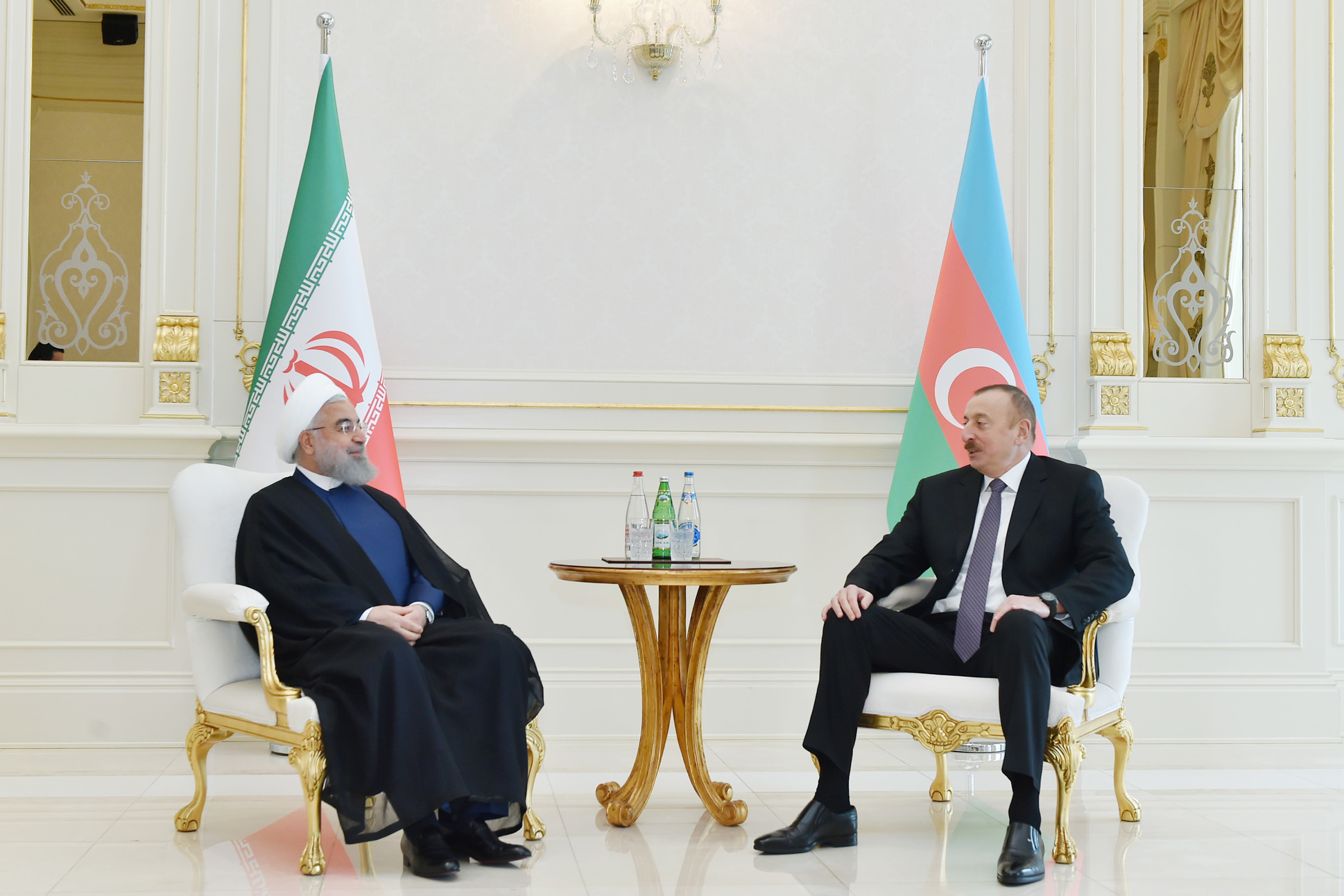
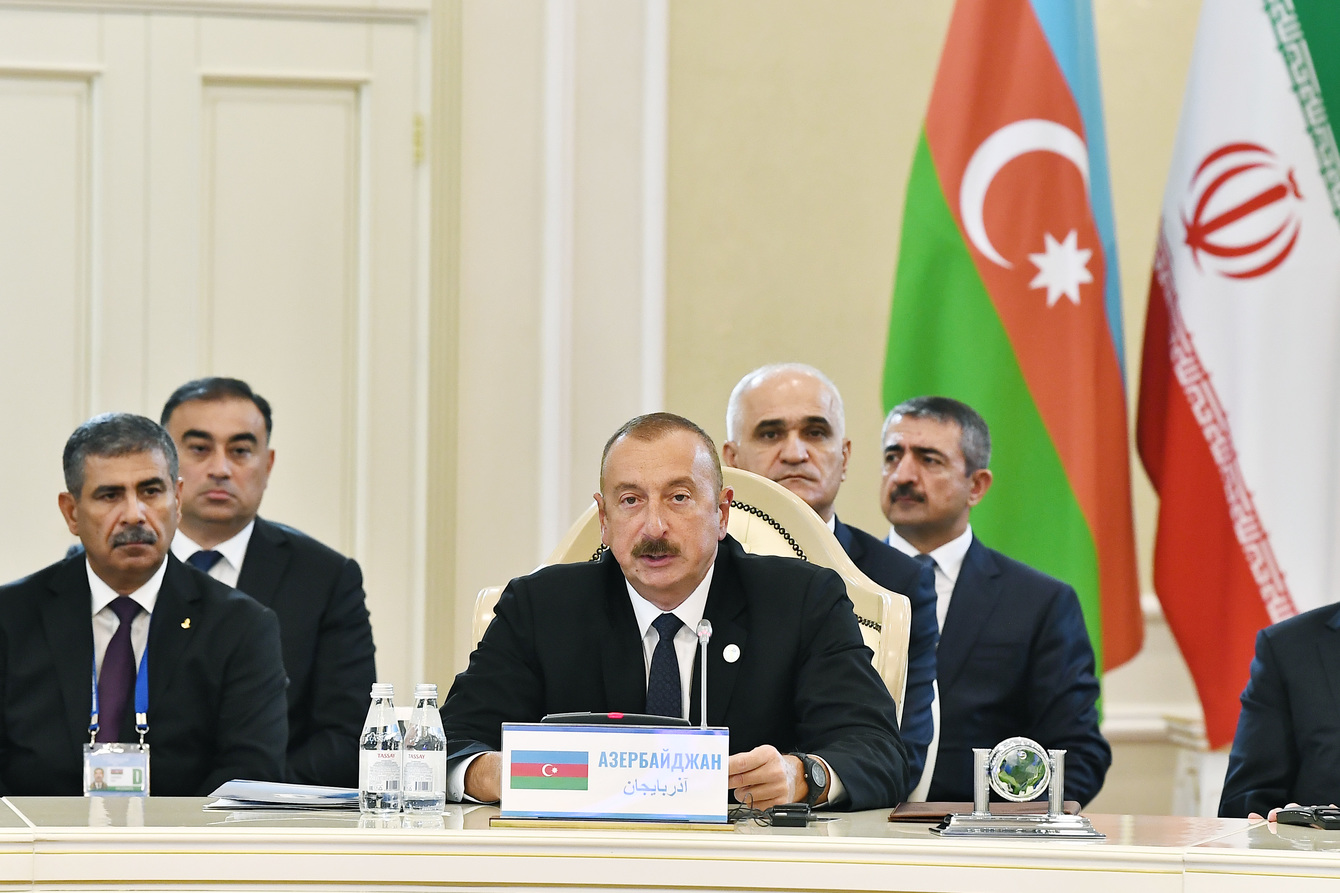
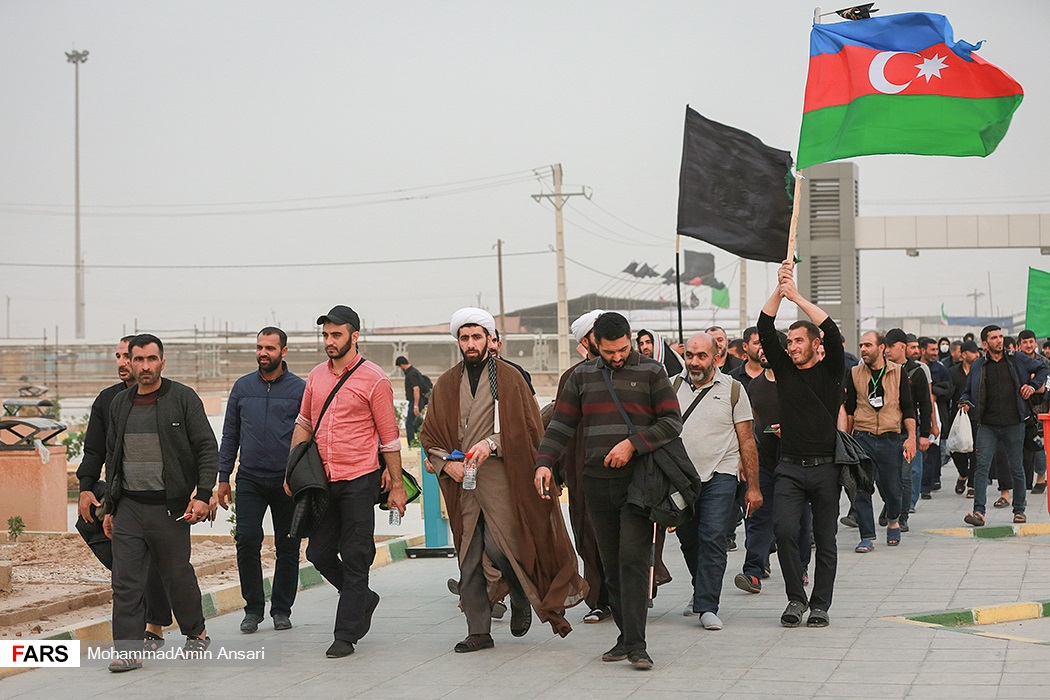